# Cataleptoneta aesculapii
Cataleptoneta aesculapii là một loài nhện trong họ Leptonetidae.
Loài này thuộc chi Cataleptoneta. Cataleptoneta aesculapii được P. M. Brignoli miêu tả năm 1968.